# Hoa Khê Tự

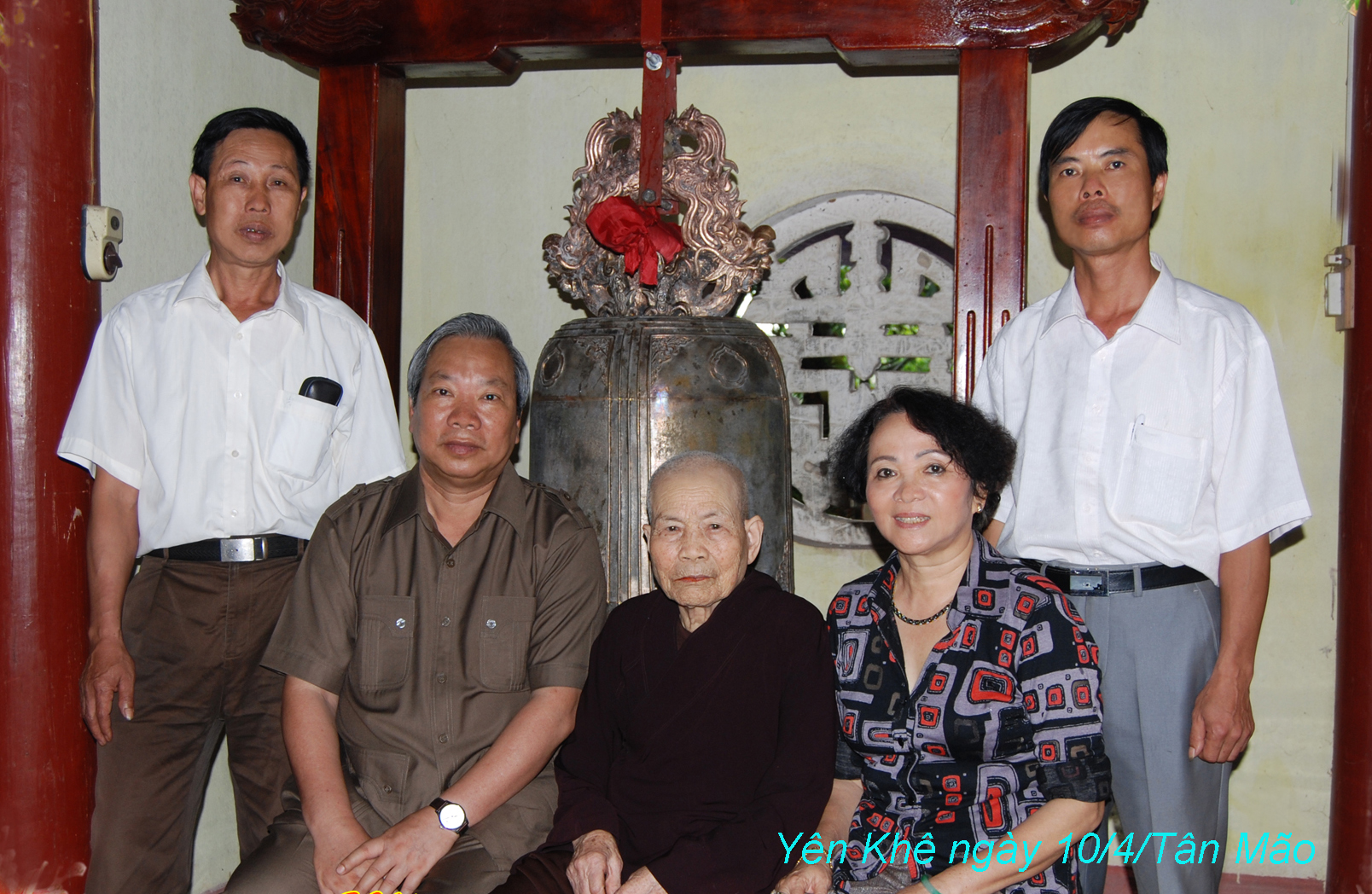
Nguyên thiếu tướng Trịnh Quốc Đoàn cung tiến Chuông Đồng

Hoa Khê Tự là một ngôi chùa ở thôn Yên Khê, xã Song Khê, thành phố Bắc Giang. tỉnh Bắc Giang. (trước kia còn gọi là làng An Khê, thuộc tổng Mỹ Cầu)
- Đến năm 1805 Vua Gia Long lập làng An Khê là Xã Yên Khê, khi đó Yên Khê có 306 mẫu 3 sào 1 thước 5 tấc; trong đó công điền 3 mẫu 2 sào 3 thước; tư điền 282 mẫu 6 sào 3 thước 8 tấc. Ngoài ra, còn có ruộng thần từ, thổ trạch viên trì...[1].

## Lịch sử
Hoa Khê Tự
được xây dựng từ thế kỷ 16.
Hoa Khê Tự đã trải qua nhiều thế kỷ. Đến khi thực dân Pháp đô hộ thì ngôi chùa bị giặc phá hoàn toàn. Ngôi chùa trước kia vị trí cách ngôi chùa hiện nay khoảng 200 m vế hướng Tây Bắc. 
- Năm 1954 các nhà sư bản tự và dân làng đã di chuyển một số gỗ cũ từ Cao Thượng Tân Yên về dựng chùa ở vị trí hiện nay, phần đất hiện nay xây chùa là phần đất của một viên quan thời nhà Lê Trung Hưng cung tiến.
- Đến năm 2002 (Canh Ngọ) nhân dân thôn Yên Khê và các nhà Sư trụ trì Chùa đã xây dựng tu tạo thành ngôi chùa như hiện nay.
- Trong khuôn viên chùa có miếu thờ Tướng công Hoàng Tiến Chức, trong miếu còn lưu chữ văn bi cổ 4 mặt. Văn bi được khắc thời nhà Lê Trung Hưng, nội dung văn bi ghi công trang của Quận công Hoàng Tiến Chức đã cung tiến cho nhân dân thôn Yên Khê một số ruộng đất và ghi rõ tên các vị chức sắc trong làng đã tiếp nhận.
- Mấy gian Hậu đường còn nguyên trạng như năm 1954.
- Ngày 11 tháng 10 năm 2016(nhằm ngày 11 tháng 9 năm Bính Tuất) nhà sư Thích Đàm Văn trụ trì chùa viên tịch, nhà sư không nuôi đệ tử chân chuyền.
- Năm 2007 cán bộ và nhân dân trong thôn tổ chức tu tạo xây dựng cổng chùa và dâng tượng Quan Thế Âm bồ tát. Trưởng ban xây dựng trưởng thôn Trần Văn Tuấn(Yên Khê). BT chi bộ Trần Văn Yên

## Các nhà sư trụ trì
1. Nhà sư:...............................

2. Nhà sư: 

3.Ni trưởng THÍCH ĐÀM TÍNH - thế danh Giáp Thị Bé. Sinh năm 1921 tại thôn Yên Khê, xã Song Khê, TP Bắc Giang.
Viên tịch ngày 22/07/2015(tức ngày 07/06/Ất Mùi). 
Trụ thế 95 năm, hạ lạp 87 năm.

4.Ni sư THÍCH ĐÀM VĂN - thế danh LÊ ĐÀM VĂN sinh năm 1952 tại Cao Viên, Thanh Oai, Hà Nội.
 Tu đạo từ năm lên 8 tuổi. Năm 1968 theo ni trưởng Thích Đàm Tính về Hoa Khê Tự tu đạo.
 Viên tịch ngày 11 tháng 10 năm 2016(nhằm ngày 11 tháng 9 năm Bính Tuất). Trụ thế 65 năm, hạ lạp 49 năm.

Hiện nay chưa có nhà sư nào về trụ trì.

## Liên Kết
Chùa Trẻ